# Sepsina alberti
Espèce
Statut de conservation UICN

 LC  : Préoccupation mineure
Sepsina alberti est une espèce de sauriens de la famille des Scincidae.

## Répartition

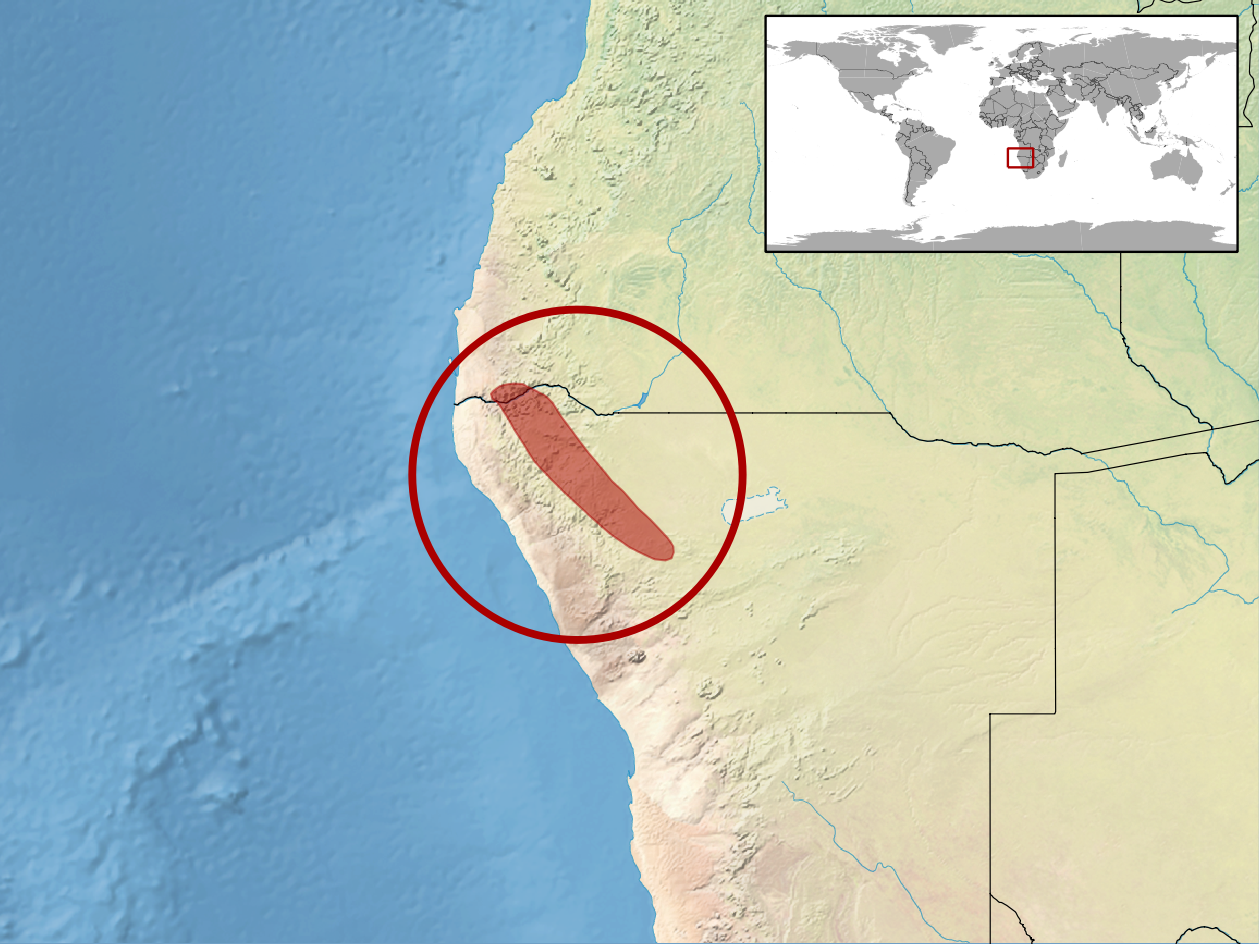
Répartition de l'espèce.

Cette espèce est endémique du Kaokoland en Namibie.

## Étymologie
Cette espèce pourrait être nommée en l'honneur de George Albert Boulenger.

## Publication originale
- Hewitt, 1929 : On some Scincidae from South Afrika, Madagascar and Ceylon. Annals of the Transvaal Museum, vol. 13, p. 1-8 (texte intégral).